# KRDC
KRDC (KDE Remote Desktop Connection) es un software de aplicación, particularmente un cliente de escritorio remoto de KDE.
Tanto los protocolos de Virtual Network Computing (VNC) y el Remote Desktop Protocol (RDP) son compatibles de manera similar a Unix y Windows, por lo cual se pueden accesar usando este software. Como parte de la GSoC, los desarrolladores de proyectos ayudaron compilando a Libvncserver en las plataformas de Windows, lo que permite tener a KRDC un port para Windows.

## Mejoras durante SoC 2007
KRDC fue revisado como parte de la Google Summer of Code (SoC) del año 2007 por Urs Wolfer y otros desarrolladores para ser incluido en KDE 4.0[cita requerida]. Una revisión era necesaria debido a que el desarrollo de KRDC ha disminuido, ya que no tenía mantenimiento activo durante varios años.
Mejoras:
- La parte de VNC se reescribió para depender de la librería Libvncclient (parte del paquete lbvncserver).
- Interfaz de usuario con pestañas
- Port para Windows
- Modo de pantalla completa
- Mejor integración con el escritorio Plasma de KDE[1]
- Código limpio para que sea más fácil de mantener

## Características planificadas
- Soporte de la tecnología NX[2]